# Диоксид-сульфид гольмия(III)
Диоксид-сульфид гольмия(III) — неорганическое соединение, 
оксосоль гольмия и сероводородной кислоты с формулой Ho2O2S,
не растворяется в воде.

## Получение
- Нагревание оксида гольмия(III) в токе сероводорода:

{\displaystyle {\mathsf {Ho_{2}O_{3}+H_{2}S\ {\xrightarrow {600-700^{o}C}}\ Ho_{2}O_{2}S+H_{2}O}}}

## Физические свойства
Диоксид-сульфид гольмия(III) образует кристаллы, устойчивые на воздухе,
не растворяется в воде и разбавленных кислотах.